# سلسلة جيفورس 16
سلسلة جيفورس 16 هي عبارة عن سلسلة وحدات معالجة الرسومات تطورها إنفيديا، بناءً على الهندسة المعمارية الدقيقة maxweel، تم الإعلان عنها في فبراير 2019.

## النسخ
| نسخة                        | الإطلاق        | سعر الإطلاق | اسم حركي     | الترانزستورات (مليار) | حجم القالب (مم2) | النواة تكوين     | ذاكرة مخبئية (ميغابايت) | سرعات الساعة           | سرعات الساعة  | معدل الملء    | معدل الملء     | ذاكرة          | ذاكرة                  | ذاكرة         | ذاكرة          | قوة المعالجة (فلوبس)      | قوة المعالجة (فلوبس)                     | قوة المعالجة (فلوبس)                     | طاقة التصميم الحرارية (وات) |
| نسخة                        | الإطلاق        | سعر الإطلاق | اسم حركي     | الترانزستورات (مليار) | حجم القالب (مم2) | النواة تكوين     | ذاكرة مخبئية (ميغابايت) | Base core clock (هرتز) | Memory (MT/s) | بكسل(بكسل/ s) | الملمس(تكسل/s) | سعة (جيجابايت) | عرض الحزمة(جيجابايت/s) | النوع         | Bus width (بت) | Single precision ‏ (boost) | تنسيق النقطة العائمة مزدوج الدقة (boost) | تنسيق الفاصلة العائمة بنصف الدقة (boost) | طاقة التصميم الحرارية (وات) |
| --------------------------- | -------------- | ----------- | ------------ | --------------------- | ---------------- | ---------------- | ----------------------- | ---------------------- | ------------- | ------------- | -------------- | -------------- | ---------------------- | ------------- | -------------- | ------------------------- | ---------------------------------------- | ---------------------------------------- | --------------------------- |
| جي فورس جي تي إكس 1630      | 28 فبراير 2022 | —           | TU117-150    | 4.7                   | 200              | 512:32:16 8 SM   | 1                       | 1740 (1785)            |               |               |                |                |                        |               |                |                           |                                          |                                          |                             |
| جيفورس جي تي إكس 1650       | 23 أبريل 2019  | $149        | TU117-300-A1 | 4.7                   | 200              | 896:56:32 14 SM  | 1                       | 1485 (1665)            | 8000          | 53.28         | 93.24          | 4              | 128                    | جي دي دي أر 5 | 128            | 2661 (2984)               | 83.16 (93.24)                            | 5322 (5967)                              | 75                          |
| جيفورس جي تي إكس 1650       | 3 أبريل 2020   | $149        | TU117-300-A1 | 4.7                   | 200              | 896:56:32 14 SM  | 1                       | 1410 (1590)            | 12000         | 50.88         | 89.04          | 4              | 192                    | GDDR6         | 128            | 2527 (2849)               | 79 (89)                                  | 5053 (5699)                              | 75                          |
| جيفورس جي تي إكس 1650       | 1 يوليو 2020   | —           | TU116-150    | 6.6                   | 284              | 896:56:32 14 SM  | 1                       | 1410 (1590)            | 12000         | 50.88         | 89.04          | 4              | 192                    | GDDR6         | 128            | 2527 (2849)               | 79 (89)                                  | 5053 (5699)                              | 90                          |
| جيفورس جي تي إكس 1650       | 29 يونيو 2020  | $149        | TU106-125    | 10.8                  | 445              | 896:56:32 14 SM  | 1                       | 1410 (1590)            | 12000         | 50.88         | 89.04          | 4              | 192                    | GDDR6         | 128            | 2527 (2849)               | 79 (89)                                  | 5053 (5699)                              | 75                          |
| جيفورس جي تي إكس 1650 سوبر  | 22 نوفمبر 2019 | $159        | TU116-250    | 6.6                   | 284              | 1280:80:32 20 SM | 1                       | 1530 (1725)            | 12000         | 55.2          | 110.4          | 4              | 192                    | GDDR6         | 128            | 3916 (4416)               | 122 (138)                                | 7832 (8832)                              | 100                         |
| جيفورس جي تي إكس 1660       | 14 مارس 2019   | $219        | TU116-300    | 6.6                   | 284              | 1408:88:48 22 SM | 1.5                     | 1530 (1785)            | 8000          | 73            | 135            | 6              | 192                    | جي دي دي أر 5 | 192            | 4308 (5027)               | 135 (157)                                | 8616 (10053)                             | 120                         |
| جيفورس جي تي إكس 1660 سوبر  | 29 أكتوبر 2019 | $229        | TU116-300    | 6.6                   | 284              | 1408:88:48 22 SM | 1.5                     | 1530 (1785)            | 14000         | 73            | 135            | 6              | 336                    | GDDR6         | 192            | 4308 (5027)               | 135 (157)                                | 8616 (10053)                             | 125                         |
| جيفورس جي تي إكس 1660 تي آي | 22 فبراير 2019 | $279        | TU116-400    | 6.6                   | 284              | 1536:96:48 24 SM | 1.5                     | 1500 (1770)            | 12000         | 88.6          | 177.1          | 6              | 288                    | GDDR6         | 192            | 4608 (5437)               | 144 (170)                                | 9216 (10875)                             | 120                         |

1. ↑  Pixel fillrate is calculated as the lowest of three numbers: number of ROPs multiplied by the base core clock speed, number of rasterizers multiplied by the number of fragments they can generate per rasterizer multiplied by the base core clock speed, and the number of streaming multiprocessors multiplied by the number of fragments per clock that they can output multiplied by the base clock rate.
2. ↑  Texture fillrate is calculated as the number of TMUs multiplied by the base core clock speed.
3. نموذج المظلل الموحد : Texture mapping units : Render output units : Streaming multi-processors

## وصلات خارجية

### المواقع الرسمية
- جيفورس جي تي إكس 1660 Ti
- جيفورس جي تي إكس 1660 سوبر
- جيفورس جي تي إكس 1660
- جيفورس جي تي إكس 1650 سوبر
- جيفورس جي تي إكس 1650